# Her’s
Her’s (zapisywany także jako thatbandofhers) – brytyjski zespół indie rockowy z Liverpoolu, założony przez angielskiego gitarzystę i wokalistę Stephena Fitzpatricka oraz norweskiego basistę i wokalistę wspierającego Auduna Laadinga. Wydali album kompilacyjny Songs of Her’s (2017), a następnie pełnometrażowy album studyjny Invitation to Her’s (2018).
Duet oraz ich menedżer trasy zginęli w 2019 roku w wypadku drogowym w Arizonie podczas trasy koncertowej po Stanach Zjednoczonych. Wytwórnia Heist or Hit Records opisała ich dziedzictwo słowami: „ich energia, żywiołowość i talent zdefiniowały naszą wytwórnię”.

## Członkowie
W skład zespołu wchodzili: Stephen Fitzpatrick z Barrow-in-Furness w hrabstwie Kumbria w Anglii, który był wokalistą oraz gitarzystą, oraz Audun Laading z Flekkerøy w Kristiansand w Norwegii, który grał na gitarze basowej i śpiewał wokale wspierające. Fitzpatrick był również perkusistą, ale zespół używał automatu perkusyjnego, do którego programowania obaj członkowie się przyczyniali.

## Historia
Fitzpatrick i Laading poznali się w Liverpool Institute for Performing Arts, który ukończyli w 2016 roku po trzyletnich studiach muzycznych, otrzymując dyplomy z rąk Paula McCartneya podczas ceremonii zakończenia. Jeszcze jako studenci założyli zespół Her’s w 2015 roku, wcześniej grając razem w sekcji rytmicznej innego liverpoolskiego zespołu o nazwie ''The Sundogs”. Duet początkowo założył Her’s dla żartu, podróżując po Liverpoolu i kręcąc komediowe teledyski, które następnie umieszczali na YouTube.
Swój debiutancki singiel „Dorothy” wydali 7 kwietnia 2016 roku. Wystąpili na Green Man Festival w 2016 roku. Dziewięcioutworowa kompilacja zatytułowana Songs of Her’s została wydana 12 maja 2017 roku. Kompilacja otrzymała cztery gwiazdki od The Skinny. W artykule dla NME z kwietnia 2017 roku Thomas Smith stwierdził:

Her’s nie jest grupą, która stoi w miejscu. Każda piosenka, którą tworzą, od lo-fi bedroom popowej mocy debiutanckiego utworu „Dorothy” po równie melodyjne podejście duetu do slacker-rocka w „Marcel”, pokazuje, że duet z Liverpoolu przesuwa się i unosi między dźwiękami. Nigdy tak naprawdę nie pasują do jednego gatunku, ale jakoś trafiając, cokolwiek ostatecznie robią.

Zespół wydał 24 sierpnia 2018 swój debiutancki album studyjny Invitation to Her’s w wytwórni Heist or Hit Records. Utwory Her’s znalazły się na liście magazynu Paste zatytułowanej „The 15 New Liverpool Bands You Need to Know in 2018”. Akustyczny występ zespołu na festiwalu South by Southwest w Austin w Teksasie w USA w 2019 roku został również zaprezentowany w programie BBC Music Introducing. Na albumie znajduje się singiel „Harvey”, który według serwisu Genius nawiązuje do filmu Harvey z 1950 roku.

## Tragiczny wypadek
27 marca 2019 roku, około godziny 1:00 w nocy, Fitzpatrick i Laading (oboje w wieku 25 lat) wraz ze swoim menadżerem trasy, Trevorem Engelbrektsonem (w wieku 37 lat) z Minneapolis, zginęli w czołowym zderzeniu drogowym i późniejszym pożarze pojazdu w pobliżu słupka milowego 68 na autostradzie międzystanowej nr 10, na zachód od Tonopah w Arizonie. Podróżowali z Phoenix w Arizonie, gdzie 26 marca grali w Rebel Lounge, aby następnego wieczoru wystąpić w Santa Ana w Kalifornii, oddalonego o około 560 km, w ramach drugiej, 19-dniowej trasy koncertowej po Ameryce Północnej. Departament Bezpieczeństwa Publicznego Arizony potwierdził, że Engelbrektson prowadził furgonetkę Ford zespołu w momencie wypadku. Kierowca pick-upa marki Nissan, 64-letni Francisco Rebollar z Murrieta w Kalifornii, również zginął w wypadku. Późniejsze dochodzenie policyjne na miejscu zdarzenia ujawniło w jego pojeździe butelkę alkoholu. W momencie wypadku Departament Bezpieczeństwa Publicznego Arizony reagował już na zgłoszenia o samochodzie Nissan pick-up, który poruszał się z dużą prędkością pod prąd na pasach autostrady prowadzących na zachód.
Msza żałobna za Fitzpatricka odbyła się 23 kwietnia 2019 roku w kościele rzymskokatolickim St. Mary w Barrow-in-Furness.

## Dziedzictwo
Muzyk i przyjaciel duetu, Strawberry Guy, zawdzięcza swój pseudonim sceniczny zespołowi Her’s – otrzymał go po pytaniu zadanym od pijanego Stephena Fitzpatricka.
Ulubiony aktor duetu, Pierce Brosnan, oddał hołd zespołowi za pośrednictwem posta na Instagramie po tym, jak zespół odbył trasę koncertową z tekturową podobizną Brosnana (Fitzpatrick posunął się nawet do określenia Brosnana jako „Duchowe zwierzę naszego zespołu. Nasz trzeci członek.”).
W piątą rocznicę śmierci duetu, ich rodziny i przyjaciele otworzyli fundusz pamięci Friends of Her’s. Jego celem jest walka z problemem bezdomności w Liverpoolu, w Wielkiej Brytanii – mieście, w którym muzycy się poznali.
30 czerwca 2024 roku The Rebel Lounge zorganizowało koncert upamiętniający duet, w którym wzięło udział wielu lokalnych muzyków Dochód z wydarzenia został przekazany na rzecz funduszu Friends of Her’s.
8 listopada 2024 roku wytwórnia Heist or Hit Records wydała box set „Song’s of Her’s”, z którego cały dochód przeznaczono na fundusz pamięci.

## Dyskografia

### Albumy

#### Albumy studyjne
| Tytuł               | Szczegóły                                                                                     |
| ------------------- | --------------------------------------------------------------------------------------------- |
| Invitation to Her’s | - Wydano: 24 sierpnia 2018 - Wytwórnia: Heist or Hit - Formaty: CD, pobieranie cyfrowe, winyl |

#### Albumy kompilacyjne
| Tytuł          | Szczegóły                                                                                 |
| -------------- | ----------------------------------------------------------------------------------------- |
| Songs of Her’s | - Wydano: 12 maja 2017 - Wytwórnia: Heist or Hit - Formaty: CD, pobieranie cyfrowe, winyl |

### Single
| Tytuł                                | Rok  | Album               |
| ------------------------------------ | ---- | ------------------- |
| „Dorothy/What Once Was”              | 2016 | Songs of Her’s      |
| „Marcel”                             | 2016 | Songs of Her’s      |
| „Speed Racer”                        | 2017 | Songs of Her’s      |
| „I’ll Try”                           | 2017 | Songs of Her’s      |
| "Loving You” (cover Minnie Riperton) | 2017 | –                   |
| "Love on the Line (Call Now)"        | 2018 | Invitation to Her’s |
| „Low Beam”                           | 2018 | Invitation to Her’s |
| „Harvey”                             | 2018 | Invitation to Her’s |
| „Under Wraps”                        | 2018 | Invitation to Her’s |

### Teledyski
| Rok  | Tytuł           | Reżyser            |
| ---- | --------------- | ------------------ |
| 2017 | „Speed Racer”   | Samuel O’Brien     |
| 2018 | „Under Wraps”   | Jorge A. Ramos     |
| 2019 | „Harvey”        | James Embrey       |
| 2019 | „She Needs Him” | Sébastien Séjourné |
| 2020 | „Marcel”        | Camille Laading    |